# مؤسسه تحقیقاتی مواد معطر
پژوهشکده مواد عطر یا مؤسسه تحقیقات مواد عطری یا مؤسسه تحقیقاتی مواد معطر (انگلیسی: Research Institute of Fragrance Materials) مؤسسه‌ای تحقیقاتی در رابطه با تحقیقات مواد عطر است که به‌عنوان یک شرکت غیرانتفاعی در سال ۱۹۶۶ میلادی تشکیل شد. این مؤسسه، یک مؤسسه علمی بین‌المللی است که فعالیت‌هایی را درزمینه تشخیص ایمنی و بررسی مواد اولیه عطرها و اسانس‌ها بر عهده دارد. هدف از تشکیل این مؤسسه جمع‌آوری و تجزیه‌وتحلیل داده‌های علمی، شرکت در تست و ارزیابی، توزیع اطلاعات، همکاری با سازمان‌های رسمی، و تشویق استانداردهای ایمنی یکنواخت مربوط به استفاده از عناصر رایحه و عطر می‌باشد.

## کارکرد
برای تمام شرکت‌های تولیدکننده عطر، طعم‌دهنده‌ها و مواد آرایشی ضروری است تا ایمنی‌های لازم برای انسان و محیط‌زیست در تولید مواد شیمیایی حوزه عطروطعم‌دهنده‌ها در نظر بگیرند، مؤسسه تحقیقاتی مواد معطر به‌عنوان جامع‌ترین منبع برای استفاده ایمن از مواد تشکیل‌دهنده عطرها و اسانس‌ها شناخته میشود.
کارشناسان این مؤسسه پژوهشی با بررسی عطرها و طعم‌دهنده‌ها و مواد تشکیل‌دهنده آن‌ها استانداردهایی را برای تولید عطروطعم‌دهنده‌ها مبتنی بر حفظ سلامت انسان و محیط‌زیست ارائه می‌دهند. این مؤسسه تحقیقاتی به‌طور تخصصی بحث‌های علمی و پژوهشی حوزه عطروطعم‌دهنده‌ها را پیگیری میکند و نشریات و مقالات و اسنادی را پیرامون استفاده ایمن از عطرها، ارزیابی مواد تشکیل‌دهنده عطرها و طعم‌دهنده‌ها، سندی حاوی شاخص‌هایی برای ارزیابی ایمنی مواد موجود در عطرها دارا میباشد.